# بني مزدوي (سيدي بوتميم)
بني مزدوي هي إحدى مشيخات المملكة المغربية، تتبع جغرافيا لإقليم الحسيمة وإداريًا لسيدي بوتميم. يقدر عدد سكانها بـ 5779 نسمة حسب الإحصاء الرسمي للسكان والسكنى لسنة 2004.